# Lupaltaz
Lupaltaz (Lupal Taz) ist eine osttimoresische Aldeia im Suco Lupal (Verwaltungsamt Lolotoe, Gemeinde Bobonaro). 2015 lebten in der Aldeia 503 Menschen.

## Geographie
Lupaltaz bildet den Westen des Sucos Lupal. Östlich befindet sich die Aldeia Silagolo. Im Norden, Westen und Süden grenzt Lupaltaz an den Suco Opa. Im Südosten von Lupaltaz liegt der Berg Lolo Lepae (648 m). Nach Norden steigt das Land an zu einem Höhenzug, mit den Gipfeln des Tulo (1285 m), des Lolo Penel (1261 m) und des Tefawa (1275 m). Südlich liegen der der Lolo Beleasu (764 m) und der Sulogup (797 m). Alle diese Gipfel befinden sich auf dem Gebiet des Sucos Opa. Ein Nebenfluss des Foura bildet einen Teil der Südgrenze von Lupaltaz.
Eine unbefestigte Piste führt aus Opa kommend quer durch die Aldeia. An ihr liegen die Dörfer Ames (Amis) und Tapo. In Ames befinden sich der Sitz des Sucos Lupal und eine Grundschule. Das Zentrum der Aldeia liegt in Tapo.

## Politik
2023 wurde Dinis Leite Afonso zum Chefe de Aldeia gewählt.